# Окума, Энука
Энука Окума (англ. Enuka Okuma, род. 20 сентября 1976) — канадская актриса.

## Биография
Окума родилась в Ванкувере, Британская Колумбия, и с начала девяностых появилась в более пятидесяти телевизионных шоу, как канадских, так и американских. Её телевизионные роли принесли Окума четыре номинацию на премию «Джемини». Она получила известность благодаря ролям в канадских сериалах «Мэдисон» (1994—1998) и «Сью Томас: Зоркий детектив» (2002—2005). Также Окума выступала актрисой озвучивания и в дополнение была гостем в «Андромеда», «Тёмный ангел», «Одиссея 5», «Детектив Раш», «Анатомия страсти», «Лас-Вегас», «Морская полиция: Лос-Анджелес», а также имела второстепенную роль в «24 часа».
Окума добилась наибольшей известности благодаря своей роли Трейси Нэш в сериале ABC «Копы-новобранцы», где она снималась с 2010 по 2015 год. В 2015 году она взяла на себя второстепенную роль в сериале ABC «Как избежать наказания за убийство». Вне телевидения, Окума появилась в фильмах «Двойной просчёт» (1999), «Азартные игры» (2000), «Как убить соседскую собаку?» (2000), «Джози и кошечки» (2001), «Дом мертвецов» (2003) и «Мальчик в коробке» (2009).

## Личная жизнь
В 2011 году вышла замуж за музыканта Джо Гаспарика.